# Distretto di Azdavay
Il distretto di Azdavay (in turco Azdavay ilçesi) è uno dei distretti della provincia di Kastamonu, in Turchia.